# 威爾斯冰川
77°37′S 163°31′E / 77.617°S 163.517°E
威爾斯冰川是南極洲的冰川，位於維多利亞地，處於庫克里山東端，由羅伯特·斯科特率領的英國探險隊命名，現時由南極條約體系管理。